# Церква вірних
Церква вірних - це богословська доктрина євангельського християнства, яка вчить, що людина стає членом Церкви через нове народження та сповідування віри. Дотримання цієї доктрини є загальною ознакою визначення євангельської християнської церкви.

## Історія
Ця доктрина бере свій початок від Радикальної Реформації в анабаптизмі. Шляйтгеймське сповідання 1527 року, написане швейцарськими братами, групою анабаптистів, частиною якої був Міхаель Саттлер, є публікацією, яка поширила цю доктрину. У цьому сповіданні хрещення вірянина після сповідання віри розглядається як важливий богословський фундамент. У 1644 році баптистське "Сповідання віри 1644 року", опубліковане реформатськими баптистами, стверджувало те ж саме.

## Докторина
Широко визнаним визначенням характеристик є визначення американського історика Дональда Дурнбо, який підсумовує доктрину Церкви вірян у семи пунктах:
1. Добровільне членство в Церкві. Людина стає членом Церкви через нове народження та сповідування віри. Хрещення, призначене для підлітків або дорослих віруючих (хрещення віруючих), є символом цього зобов'язання.
2. Церква є братньою спільнотою взаємодопомоги і повчання.
3. Милосердя і служіння в Церкві є вираженням здорового християнського життя.
4. Святий Дух і Біблія є єдиними основами авторитету в Церкві. Деякі небіблійні релігійні традиції повинні бути відкинуті. Члени Церкви, які відступають від сповідування віри Церкви і не бажають покаятися, повинні бути відлучені від громади.
5. Готовність повернутися до основ ранньої Церкви.
6. Простий устрій Церкви.
7. Віра в Церкву як Тіло Христове.

Доктрину Церкви віруючих не слід плутати з доктриною вільної церкви, яка є поняттям, що позначає окремі церкви держав. Деякі християнські деномінації, які можна ідентифікувати в русі вільних церков, не дотримуються доктрини Церкви вірян.

## Головні прихильні рухи
Незважаючи на нюанси в різних євангельських течіях, існує схожий набір переконань для течій, що дотримуються доктрини Церкви вірян, основними з яких є анабаптизм, баптизм та п'ятидесятництво.